# Gilbert Duclos-Lassalle

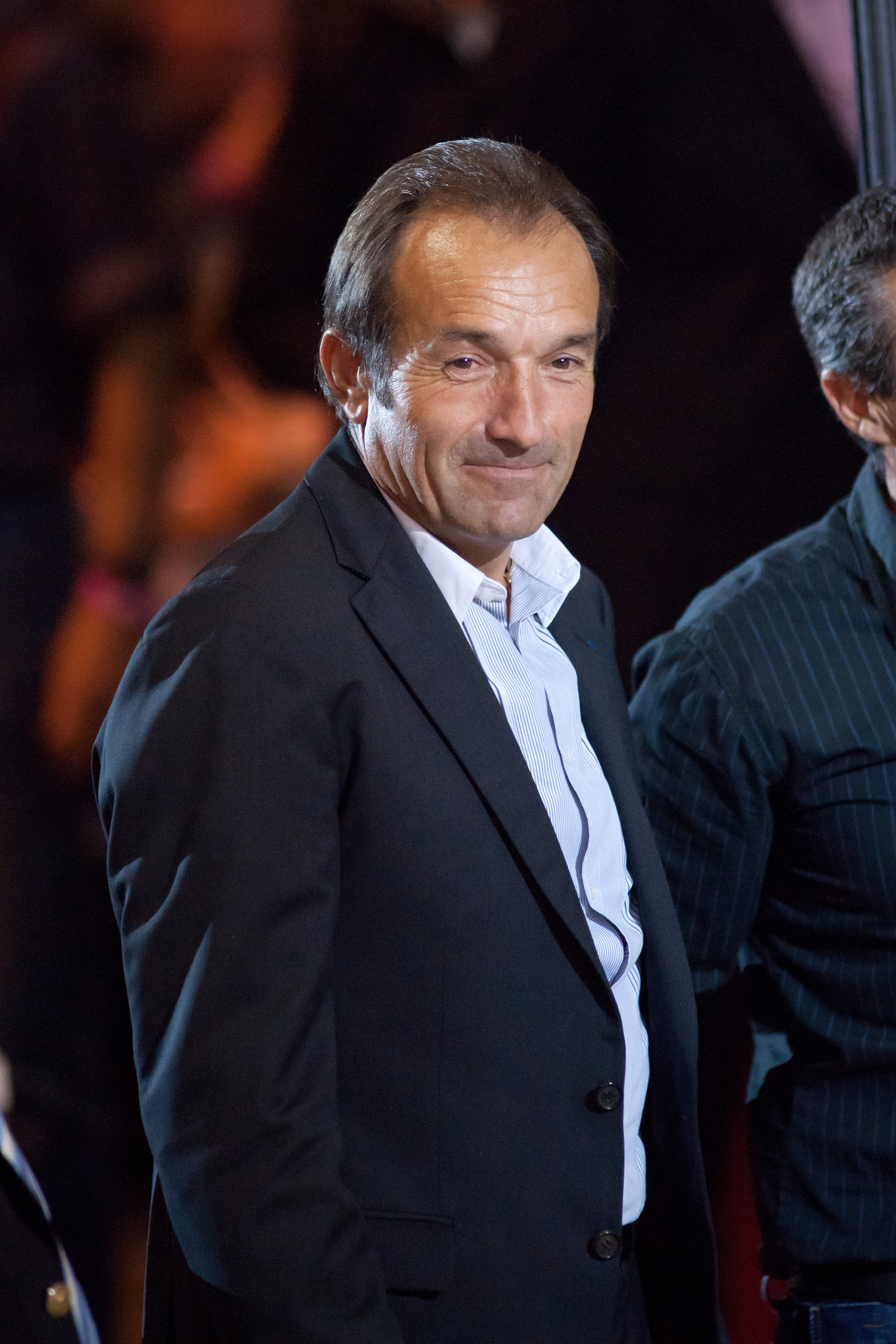
Gilbert Duclos-Lassalle (2011)

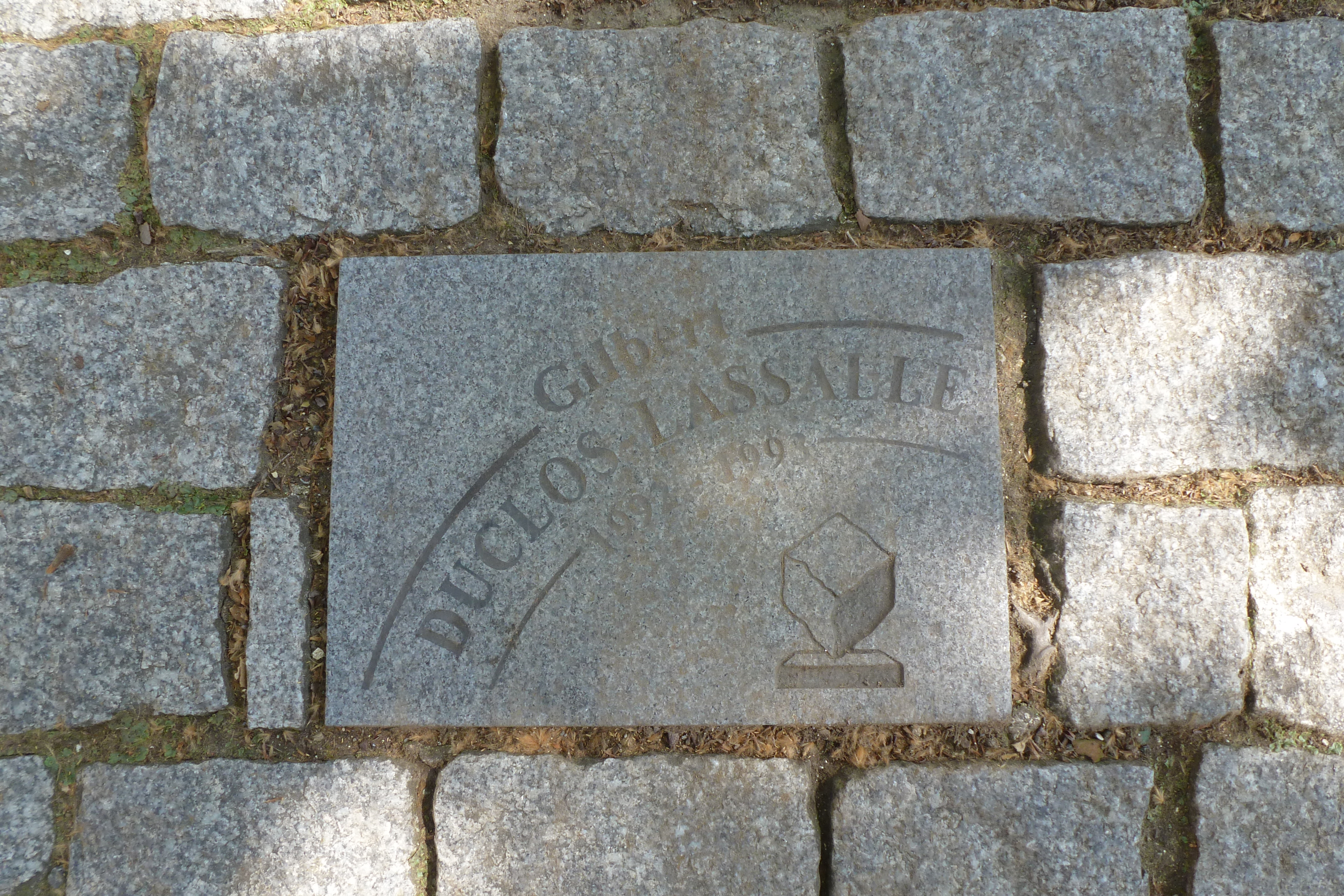
Der Pavé für die Siege von Gilbert Duclos-Lassalle bei Paris–Roubaix in den Jahren 1992 und 1993

Gilbert Duclos-Lassalle (Spitzname: Gibus) (* 25. August 1954 in Lembeye, Frankreich) ist ein ehemaliger französischer Radrennfahrer. Seine größten Erfolge waren seine Siege bei Paris–Roubaix 1992 und 1993.

## Sportliche Laufbahn

### 1970 bis 1976
Duclos-Lasalle wollte in jungen Jahren Mechaniker werden und kam eher zufällig zum Radsport. Er begann mit 16 Jahren mit dem Radsport. 1975 gewann er die Tour de la Nouvelle-Calédonie in Neukaledonien. Ein Jahr später gewann er eine Etappe und die Punktewertung bei der Österreich-Rundfahrt, die Tour du Béarn sowie die 9. Etappe bei der Tour de l’Avenir.

### 1977 bis 1990
Ab 1977 wechselte Duclos-Lassalle zu den Profis in das Radsportteam Peugeot. Im ersten Jahr konnte er keine Ergebnisse vorweisen. 1978 erwirkte er seinen ersten Sieg bei der Tour de Corse cycliste, belegte Platz 8 bei Paris–Nizza und erreichte bei seiner ersten Teilnahme an Paris–Roubaix mit mehr als 18 Minuten Abstand auf den Sieger Francesco Moser das Ziel. Im Folgejahr konnte Duclos-Lasalle keinen Sieg vorweisen und die fünften Plätze bei Circuit de l’Indre, der Tour du Limousin und beim Grand Prix de Fourmies waren die besten Ergebnisse. 1980 erzielte er einige Siege und konnte Platz 2 bei Paris–Roubaix, Platz 7 bei der Flandern-Rundfahrt, Platz 8 beim Amstel Gold Race und Platz 11 bei Lüttich–Bastogne-Lüttich erreichen. 1981 belegte er Platz 2 bei Omloop Het Volk, Platz 4 bei der Weltmeisterschaft in Prag und Platz 5 beim Grand Prix des Nations. Bei seiner ersten Teilnahme an der Tour de France 1981 verpasste er einen Etappensieg auf der 11. Etappe nach Roubaix als Zweiter denkbar knapp. 1982 belegte Duclos-Lasalle Platz 2 bei Paris–Nizza hinter Sean Kelly sowie weitere zweite Plätze beim A Travers le Morbihan und bei Polynormande. 1983 erwirkte er, neben den Siegen, zweite Plätze bei Nizza–Alassio, bei Paris–Roubaix und bei der Tour de l’Oise. Die Saison 1984 startet, vermutlich aufgrund einer Verletzung, erst im August. Duclos-Lasalle konnte Platz 5 bei der Tour du Limousin, Platz 3 beim Circuit de l’Aulne und Platz 6 bei Paris–Tours erzielen, bevor er beim Étoile des Espoirs siegreich war. 1985 startete er das erste und einzige Mal bei der Vuelta a España, welche er auf den 49. Platz beendete. Weitere Platzierungen waren Platz 2 bei Bordeaux–Paris und beim Grand Prix d’Isbergues sowie dritte Plätze bei Grand Prix de Fourmies, Circuit de l’Aulne und Paris–Bourges und Platz 5 bei der Schweden-Rundfahrt. 1987 erlangte Gibus neben den Siegen wie bei der Schweden-Rundfahrt oder der Tour de l’Oise, Platz 2 beim Grand Prix d’Isbergues, Platz 3 bei den Vier Tagen von Dünkirchen, Platz 4 bei Bordeaux–Paris und Platz 6 beim Grand Prix des Nations und bei der Tour du Haut Var. Ein Jahr später konnte er neben seinen beiden Siegen nur noch Platz 6 beim Critérium des As und Platz 7 bei der Irland-Rundfahrt realisieren. 1988 gelangen ihm keine Siege gleichwohl zweite Plätze bei der Route du Sud, der Tour d’Armorique sowie ein bemerkenswerter zweiter Etappenplatz bei der Königsetappe der Tour de France 1988 von Saint–Girons nach Luz Ardiden. Der spätere Sieger Pedro Delgado verzögerte seine Fahrweise damit Duclos-Lassalle den 2. Platz erreichten konnte. Im Folgejahr 1989 realisierte er neben dem Sieg bei der Route du Sud einen vierten Platz bei Paris–Roubaix, einen fünften Platz bei den 4 Jours de Dunkerque und einen sechsten Platz bei der Trophée des Grimpeurs. 1990 konnte Duclos-Lassalle mit Platz 6 bei Paris–Roubaix und Platz 13 bei der Flandern-Rundfahrt gute Ergebnisse im Frühjahr vorweisen. Er startete erstmalig beim Giro d’Italia, welchen er auf Platz 24 abschloss. Bei der Tour de France fungierte er als Road Captain und unterstützte Greg Lemond bei seinem dritten und letzten Sieg bei der Tour de France.

### 1991 bis 1995
1991 konnte Duclos-Lassalle Siege bei der Midi Libre erringen. Er nahm zum zweiten Mal am Giro d’Italia teil und belegte den 36. Gesamtplatz. Bei der Tour de France unterstützte er seinen Kapitän Greg Lemond und beendete diese auf dem 60. Platz. 1992 gewann Duclos-Lassalle Paris–Roubaix, nachdem er aus einer Ausreißergruppe knapp 40 km vor dem Ziel heraus attackierte. Im Kopfsteinpflastersektor des Carrefour de l’Arbre startete Olaf Ludwig einen Gegenangriff und kam lediglich bis auf 20 Sekunden an ihn heran. Es war der erste Sieg eines Rennfahrers der eine spezielle Federgabel verwendete. Als weitere Platzierungen konnte er noch Platz 5 bei den Vier Tagen von Dünkirchen, Platz 7 beim Amstel Gold Race sowie Platz 2 beim Circuit de l'Aulne erreichen. Nach einem wenig erfolgreichen Frühjahr startete Duclos-Lassalle als Titelverteidiger bei Paris–Roubaix. Er nutzte hierbei die Rivalität zwischen den beiden GB-MG-Fahrern Franco Ballerini und Johan Museeuw aus. Als Ballerini im Sektor Carrefour de l’Arbre angriff folgte ihm Duclos-Lassalle und schlug ihn im Zielsprint um wenige Millimeter.  Damit ist er (Stand 2024) mit 38 Jahren, 7 Monaten und 10 Tagen der älteste Sieger bei Paris–Roubaix. Neben einem Etappensieg bei der Dauphine Libere nahm Duclos-Lassalle noch an der Tour de France teil, schied aber auf der 11. Etappe wegen Zeitüberschreitung aus. 1994 gewann er noch eine Etappe bei der Route du Sud und belegte Platz 5 beim Étoile de Bessèges und Platz 7 bei Paris–Roubaix. In seinem letzten Jahr als Profi erlangte Duclos-Lassalle nochmals einen 19. Platz bei Paris–Roubaix sowie einen zweiten Platz beim Grand Prix d’Isbergues, seinem letzten Rennen, im Alter von 41 Jahren.
Im Bahnradsport gewann er 1989, 1992 und 1993 das Sechstagerennen von Grenoble.
Seit Ende 2017 ist Duclos-Lassalle Präsident des Lescar Velo Sprint, einem französischen Radsportverein. und zumindest seit 2022 ist er Rennleiter bei der Tour du Piémont pyrénéen, einem französischen Rennen.

## Sonstiges
Duclos-Lassalle ist leidenschaftliche Jäger und verlor 1983 bei einem Jagdunfall einen Teil einer Hand und ließ sich die Fäden ohne Betäubung ziehen.

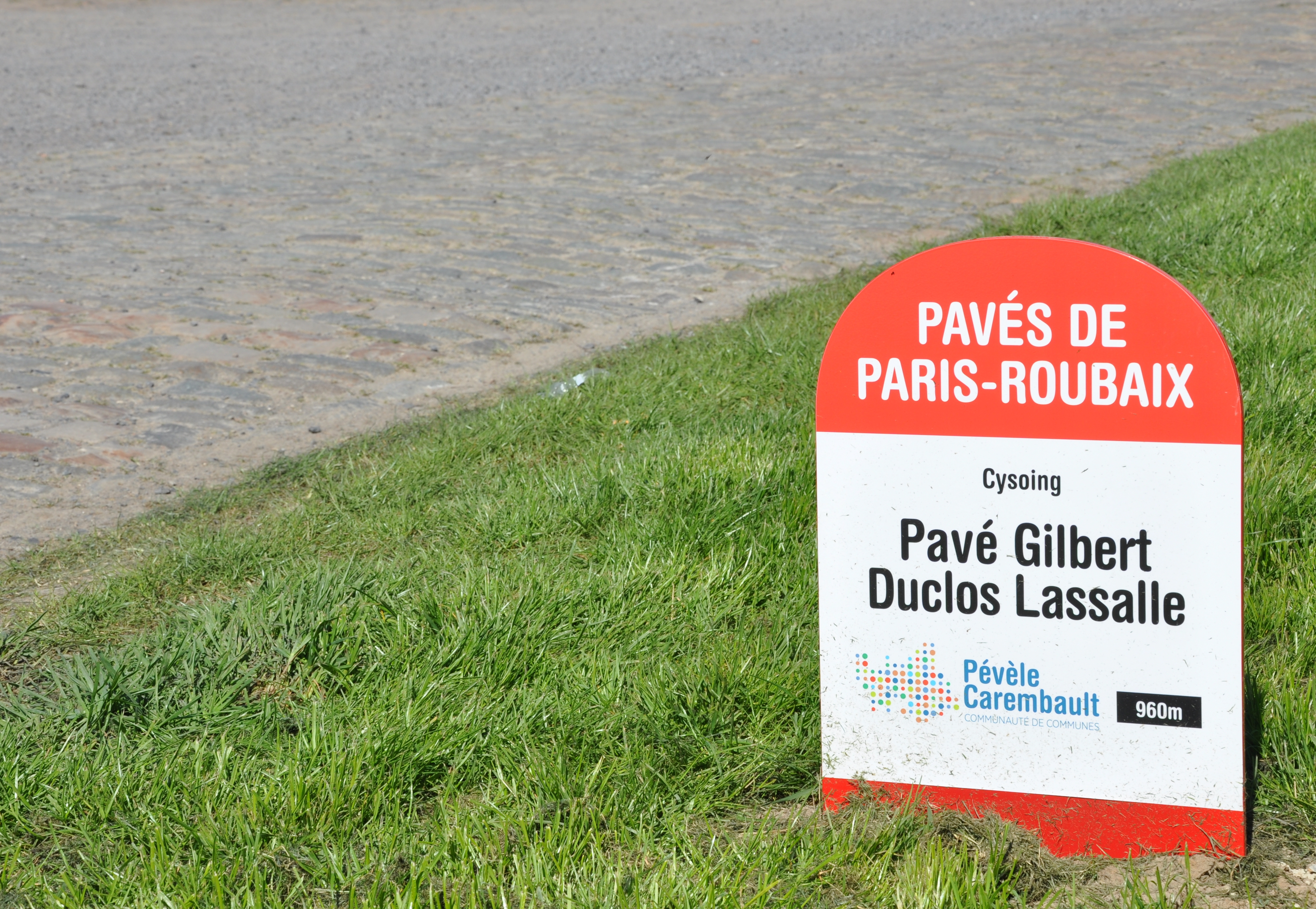
Paris-Roubaix 2017 Pavé 7

Er ist der Vater von Hervé Duclos-Lassalle und der Schwiegervater von Maryan Hary, welche beide als Radrennfahrer aktiv waren.
Seit 2013 wird der Kopfsteinpflastersektor Wallers à Hélesmes auch Pont Gibus und der Sektor Cysoing à Bourghelles auch Pavé Gilbert Duclos-Lassalle nach ihm benannt.

## Erfolge
1978
- eine Etappe Tour de Corse cycliste

1980
- Paris–Nizza
- Gesamtwertung und zwei Etappen Étoile des Espoirs
- Gesamtwertung und eine Etappe Tour Cycliste du Tarn
- Gesamtwertung und eine Etappe Tour de Corse cycliste
- eine Etappe Tour d’Armorique
- eine Etappe Paris–Bourges
- Critérium Professionnel de Châteauroux

1981
- GP de Plouay
- zwei Etappen Tour du Limousin

1982
- Tour de l'Oise
- eine Etappe Tour de Corse cycliste
- eine Etappe Critérium International

1983
- Bordeaux–Paris
- Gesamtwertung und eine Etappe Tour Midi-Pyrénées
- Grand Prix de Fourmies
- eine Etappe Tour du Limousin
- eine Etappe 4 Jours de Dunkerque

1984
- Gesamtwertung und zwei Etappen Étoile des Espoirs
- Französischer Meister – Einerverfolgung

1985
- Grand Prix de Rennes

1986
- Tour de l'Oise
- Gesamtwertung und eine Etappe Schweden-Rundfahrt
- A Travers le Morbihan
- zwei Etappen Tour Midi-Pyrénées
- eine Etappe Tour d’Armorique

1987
- GP de Plouay
- Circuit de l’Aulne
- Französische Meisterschaften – Einerverfolgung

1988
- Französische Meisterschaften – Straßenrennen

1989
- Route du Sud
- Sechstagerennen Grenoble (mit Danny Clark)

1990
- Route d'Or des As
- Sechstagerennen Bordeaux (mit Etienne De Wilde)

1991
- Gesamtwertung und zwei Etappen Grand Prix Midi Libre

1992
- Paris–Roubaix
- Sechstagerennen Grenoble (mit Pierangelo Bincoletto)

1993
- Paris–Roubaix
- eine Etappe Critérium du Dauphiné Libéré

1994
- eine Etappe Route du Sud

1995
- eine Etappe Baskenland-Rundfahrt

## Monumente des Radsports-Platzierungen
| Monument                 | 1978 | 1979 | 1980 | 1981 | 1982 | 1983 | 1984 | 1985 | 1986 | 1987 | 1988 | 1989 | 1990 | 1991 | 1992 | 1993 | 1994 | 1995 |
| ------------------------ | ---- | ---- | ---- | ---- | ---- | ---- | ---- | ---- | ---- | ---- | ---- | ---- | ---- | ---- | ---- | ---- | ---- | ---- |
| Mailand–Sanremo          | –    | –    | –    | 19   | –    | 68   | –    | –    | –    | 118  | –    | –    | –    | 35   | –    | 86   | –    | 85   |
| Flandern-Rundfahrt       | –    | –    | 7    | 25   | –    | 11   | –    | 23   | –    | 36   | –    | 16   | 13   | 30   | 67   | 76   | –    | –    |
| Paris–Roubaix            | 28   | 25   | 2    | 22   | 20   | 2    | –    | –    | 34   | 17   | –    | 4    | 6    | 12   | 1    | 1    | 7    | 19   |
| Lüttich–Bastogne–Lüttich | –    | –    | 11   | –    | –    | –    | –    | –    | –    | –    | –    | –    | –    | –    | –    | –    | –    | –    |
| Lombardei-Rundfahrt      | –    | –    | –    | –    | –    | –    | 15   | –    | –    | –    | –    | –    | –    | –    | –    | –    | –    | –    |